# João Bráz
João Francisco Bráz (ur. 25 listopada 1920 w São Paulo, zm. 11 września 1996) – brazylijski koszykarz. Brązowy medalista letnich igrzysk olimpijskich w Londynie.